# Murphy (Texas)
Murphy è un comune (city) degli Stati Uniti d'America della contea di Collin nello Stato del Texas. La popolazione era di 17 708 abitanti al censimento del 2010. È un sobborgo nord-orientale di Dallas.

## Geografia fisica
Secondo lo United States Census Bureau, la città ha una superficie totale di 14,63 km², dei quali 14,62 km² di territorio e 0,01 km² di acque interne (0,07% del totale).

## Società

### Evoluzione demografica
Secondo il censimento del 2010, la popolazione era di 17 708 abitanti.

### Etnie e minoranze straniere
Secondo il censimento del 2010, la composizione etnica della città era formata dal 60,39% di bianchi, il 10,88% di afroamericani, lo 0,5% di nativi americani, il 23,41% di asiatici, lo 0,06% di oceanici, l'1,62% di altre razze, e il 3,15% di due o più etnie. Ispanici o latinos di qualunque razza erano il 7,82% della popolazione.